# Албрехт фон Пфалц-Мозбах
Албрехт фон Пфалц-Мозбах, наричан и фон Байерн (на немски: Albrecht von Pfalz-Mosbach, von Bayern; * 6 септември 1440; † 20 август 1506, Заберн) от фамилията Вителсбахи, е от 1478 до 1506 г. епископ на Страсбург.

## Живот
Син е на пфалцграф Ото I фон Пфалц-Мозбах (1390 – 1461) и съпругата му принцеса Йохана Баварска (1413 – 1444) от Бавария-Ландсхут, дъщеря на херцог Хайнрих XVI (Бавария). Внук е на крал Рупрехт III и племенник на курфюрст Лудвиг III фон Пфалц. Брат му Рупрехт I (1437 – 1465) е епископ на Регенсбург.
Албрехт последва през 1478 г. като епископ на Страсбург братовчед си Рупрехт фон Пфалц-Зимерн (1420 – 1478). Последван е от епископ Вилхелм фон Хонщайн.